# District de Supaul
Le district de Supaul est un district de l'état du Bihar, en Inde.

## Géographie
Au recensement de 2011, sa population compte 2 228 397 habitants.
Son chef-lieu est la ville de Supaul. 